# Live on Blueberry Hill
| Críticas profissionais | Críticas profissionais |
| Avaliações da crítica  | Avaliações da crítica  |
| Fonte                  | Avaliação              |
| ---------------------- | ---------------------- |
| Allmusic               | [ 1 ]                  |

Live on Blueberry Hill (também conhecido como Blueberry Hill) é uma gravação pirata da banda britânica de rock Led Zeppelin de sua performance no Los Angeles Forum, em 4 de setembro de 1970, que teve lugar durante a turnê da banda no verão de 1970 na América do Norte.
A gravação pública é um dos primeiros bootlegs do Led Zeppelin, e uma das primeiras gravações piratas do rock and roll já lançados. Foi lançado pela gravadora Blimp. O álbum foi posteriormente emitido pela Trademark of Quality e enviado à Inglaterra. O álbum vendeu tantas cópias que muitos fãs pensaram que era um registro legal. As notas da manga o descrevendo como "Cento e seis minutos e cinquenta e três segundo de puro rock vivo."
Live on Blueberry Hill deriva seu nome do fato de que o Led Zeppelin tocou "Blueberry Hill" de Fats Domino como um bis final do concerto. O bootleg também possui uma das poucas performances ao vivo conhecidas de "Out on the Tiles", uma faixa do terceiro álbum do grupo. Também possui "Bron-Yr-Aur", uma canção que não iria ser lançada oficialmente até cinco anos depois, em Physical Graffiti.
A partir dos anos 1980, o disco pirata tornou-se disponível em CD como um conjunto de 2 discos, muitas vezes sob os títulos alternativos Blueberry Hill e The Final Statements.
O Dread Zeppelin, a banda cover-paródia do Led Zeppelin, lançou um álbum em 1995, intitulado Live on Blueberry Cheesecake como um jogo de palavras desta versão bootleg.

## Alinhamento das faixas
1. "Immigrant Song"
2. "Heartbreaker"
3. "Dazed and Confused"
4. "Bring It On Home"
5. "That's the Way"
6. "Bron-Yr-Aur"
7. "Since I've Been Loving You"
8. "Organ Solo/Thank You"
9. "What Is and What Should Never Be"
10. "Moby Dick"
11. "Whole Lotta Love" (Medley)
  - "Boogie Chillen"
  - "Moving On"
  - "Red House"
  - "Some Other Guy"
  - "Think It Over"
  - "Honey Bee"
  - "The Lemon Song"
12. "Communication Breakdown" (Medley)
  - "Good Times Bad Times"
  - "For What It's Worth"
  - "I Saw Her Standing There"
13. "Out on the Tiles"
14. "Blueberry Hill"